# Screenplaying
| Recensione | Giudizio |
| ---------- | -------- |
| AllMusic   | [ 1 ]    |

Screenplaying è una raccolta di colonne sonore scritte dal chitarrista e cantautore britannico Mark Knopfler, pubblicata nel 1993.

## Il disco
Per il chitarrista dei Dire Straits quest'album fu il primo tentativo importante di uscire con un disco solista, senza lo storico marchio.
La raccolta contiene pezzi dalle colonne sonore dei film Cal di Pat O'Connor (1984), Ultima fermata Brooklyn (Last Exit to Brooklyn) di Uli Edel (1989), La storia fantastica (The Princess Bride) di Rob Reiner (1987) e Local Hero di Bill Forsyth (1983).
Il riscontro del pubblico all'uscita fu tiepido, con circa 500 000 copie vendute, ma diede inizio alla carriera solista dell'artista.

## Tracce
Musiche di Mark Knopfler.
1. Irish Boy – 4:38 – (Cal)
2. Irish Love – 2:26 – (Cal)
3. Father and Son – 3:27 – (Cal)
4. Potato Picking – 2:06 – (Cal)
5. The Long Road – 7:20 – (Cal)
6. A Love Idea – 3:06 – (Ultima fermata Brooklyn)
7. Victims – 3:33 – (Ultima fermata Brooklyn)
8. Finale - Last Exit to Brooklyn – 6:22 – (Ultima fermata Brooklyn)
9. Once Upon a Time... Storybook Love – 3:58 – (La storia fantastica)
10. Morning Ride – 1:34 – (La storia fantastica)
11. The Friends' Song – 3:01 – (La storia fantastica)
12. Guide My Sword – 5:09 – (La storia fantastica)
13. A Happy Ending – 1:51 – (La storia fantastica)
14. Wild Theme – 3:39 – (Local Hero)
15. Boomtown (Variation Louis' Favourite) – 4:08 – (Local Hero)
16. The Mist Covered Mountains (Tradizionale, arrangiato da Mark Knopfler) – 4:59 – (Local Hero)
17. Smooching – 5:00 – (Local Hero)
18. Going Home (Theme of the Local Hero) – 4:59 – (Local Hero)

Durata totale: 71:16